# Alto administrador (Antiguo Egipto)
| m | r · pr | wr |

| m | r · pr | wr |

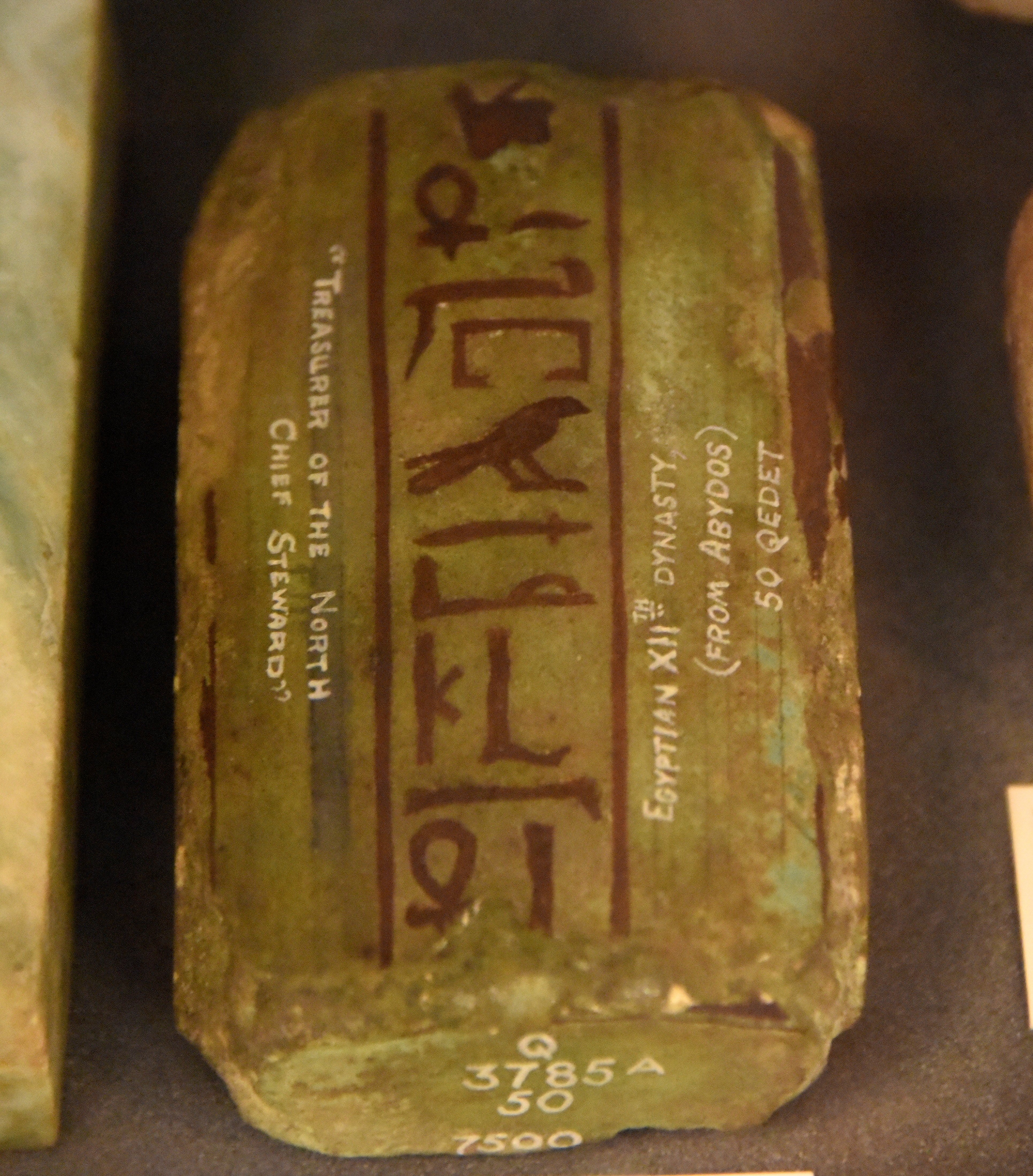
Peso de fayenza verde esmaltada, inscrito para el alto administrador Aabeni. Finales Reino Medio, procedente de Abidos, Egipto. Museo Petrie de Arqueología Egipcia.

Un alto administrador (también llamado administrador principal o gran supervisor de la casa, en egipcio transliterado: imi-r pr wr) fue un importante funcionario en la corte real del Antiguo Egipto en el Reino Medio y en el Imperio Nuevo. Era el principal responsable de las propiedades que abastecían de alimentos el palacio y la residencia real.

## Origen y desarrollo
El cargo aparece en la Dinastía XI. Los altos administradores más antiguos conocidos son Henenu y Meketre. Después del chaty (visir) y del tesorero real, fue el cargo más importante en la corte real. Durante la Dinastía XII, altos administradores como Siese y Jnumhotep III, llegarían a ser nombrados chatys. 
El título era  todavía muy importante en el Imperio Nuevo y fue en este período cuando a menudo se les nominaba como alto administrador del rey. Un representante importante en el Imperio Nuevo fue Senenmut durante el reinado de Hatshepsut. También se incluye a Uadyetrenput , que sirvió bajo la misma reina.

## Administrador principal de la esposa del dios
Durante las dinastías XXV y XXVI, el papel de Esposa del dios Amón aumentó fuertemente su importancia, tanto religiosa como políticamente. Su cargo requería disponer de sirvientes y otros puestos, dirigidos por un administrador principal de la esposa del dios (imy-r pr wr n ḥm.t nṯr) que estaba principalmente encargado de la gestión de las propiedades de la esposa del dios. Eran funcionarios que disfrutaron de gran riqueza y son conocidos fundamentalmente por sus tumbas monumentales en Tebas. Entre ellos se encuentram Harua y Ajamunru.